# Sails of Glory
Sails of Glory è un gioco da tavolo di Andrea Angiolino e Andrea Mainini pubblicato nel 2013 dalla Ares Games ambientato nel periodo delle guerre navali dell'età napoleonica che combina meccaniche proprie dei giochi di miniature, di carte e da tavolo. Basato sul sistema di gioco di Wings of Glory, Sails of Glory è espandibile a piacimento e permette ai giocatori di aggiungere o rimuovere regole a seconda del livello di complessità e di simulazione che si vuole raggiungere.

## Storia
Il 5 marzo 2013 Sails of Glory viene lanciato dall'editore Ares Games sulla piattaforma di crowdfunding Kickstarter e ha immediato successo. La campagna di finanziamento dura fino al 16 aprile e raccoglie 276.745 dollari su un obiettivo di 30.000 rendendo Sails of Glory "il progetto italiano più finanziato di sempre su Kickstarter".
Il gioco è stato poi pubblicato a dicembre 2013. Alla scatola base e alla prima serie di 12 modellini sono seguite altre serie di navi e diversi accessori.

## Il gioco
Ogni giocatore è chiamato a comandare una o più miniature di velieri disposte su un tavolo da gioco attraverso l'uso di apposite carte manovra, differenti per ogni nave, che rappresentano le diverse capacità di movimento di ogni imbarcazione. Posizionate le proprie miniature, ogni giocatore scegli due carte manovra tra quelle a disposizione e le pone in segreto negli appositi spazi della plancia dedicata al veliero. Una volta che tutti i giocatori hanno definito le proprie manovre, contemporaneamente si gira la prima di esse e si esegue il movimento indicato dalla traiettoria che vi è disegnata.
Le carte manovra si distinguono in due gruppi a seconda di come il vento, segnato da un apposito indicatore, incide sull'imbarcazione (carte per il movimento con vento in poppa o di traverso/di lasco e carte per il movimento controvento) più un terzo che rappresenta l'andatura della nave quando viene danneggiato l'albero maestro (si usa solo per il gioco con le regole avanzate).
Al termine della fase di movimento si prosegue con la fase di fuoco dove ogni giocatore controlla se la propria nave colpisce una delle navi avversarie. Questo avviene se l'imbarcazione nemica rientra all'interno dell'arco di tiro dei cannoni posti ai lati del veliero e si trova entro una certa distanza di tiro che viene rappresentata da un apposito righello. A seconda della distanza vengono assegnati differenti tipi di danni alla nave avversaria. Oltre al fuoco dei cannoni è possibile avere anche il fuoco proveniente dai moschetti dell'equipaggio: questa situazione si verifica se le due navi si trovano ad una distanza pari o inferiore alla larghezza del righello per la misura della distanza di tiro.
Nella sua forma più semplice il gioco termina all'affondamento di tutte le navi avversarie, ma sono disponibili molti scenari alternativi sia ufficiali che sviluppati dai fan del gioco con obiettivi diversi.

## Record
Con un sistema di gioco semplice e senza un limite massimo di giocatori, Sails of Glory consente partite con decine di miniature e di persone allo stesso tavolo. Il record attuale è di 79 giocatori, ciascuno con un veliero, stabilito il 31 luglio 2015 durante la manifestazione Gen Con a Indianapolis (USA).
I record precedenti erano: 71 navi manovrate da 19 giocatori il 24 maggio 2015 alla manifestazione Enfilade 2015 a Olympia (USA), ricostruendo integralmente la battaglia del Glorioso Primo di Giugno; 53 navi manovrate da altrettanti giocatori il 14 agosto 2014 alla Gen Con di Indianapolis (USA); 32 navi manovrate da 9 giocatori al negozio Gabi’s Cards and Comics di Lacey, Washington (USA), ricostruendo integralmente nel 216º anniversario la battaglia del Nilo.

## Premi e riconoscimenti
Il gioco ha vinto i seguenti premi e avuto i seguenti riconoscimenti:
- 2015
  - Best Historical Miniature Rules: finalista